# ديوان (أثاث)
الديوان هو قطعة من أثاث الجلوس تشبه الأريكة.

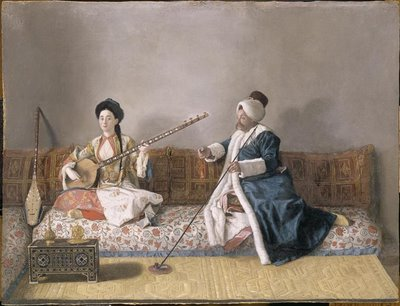
رجل وامرأة جالسين على ديوان بلباس تركي.

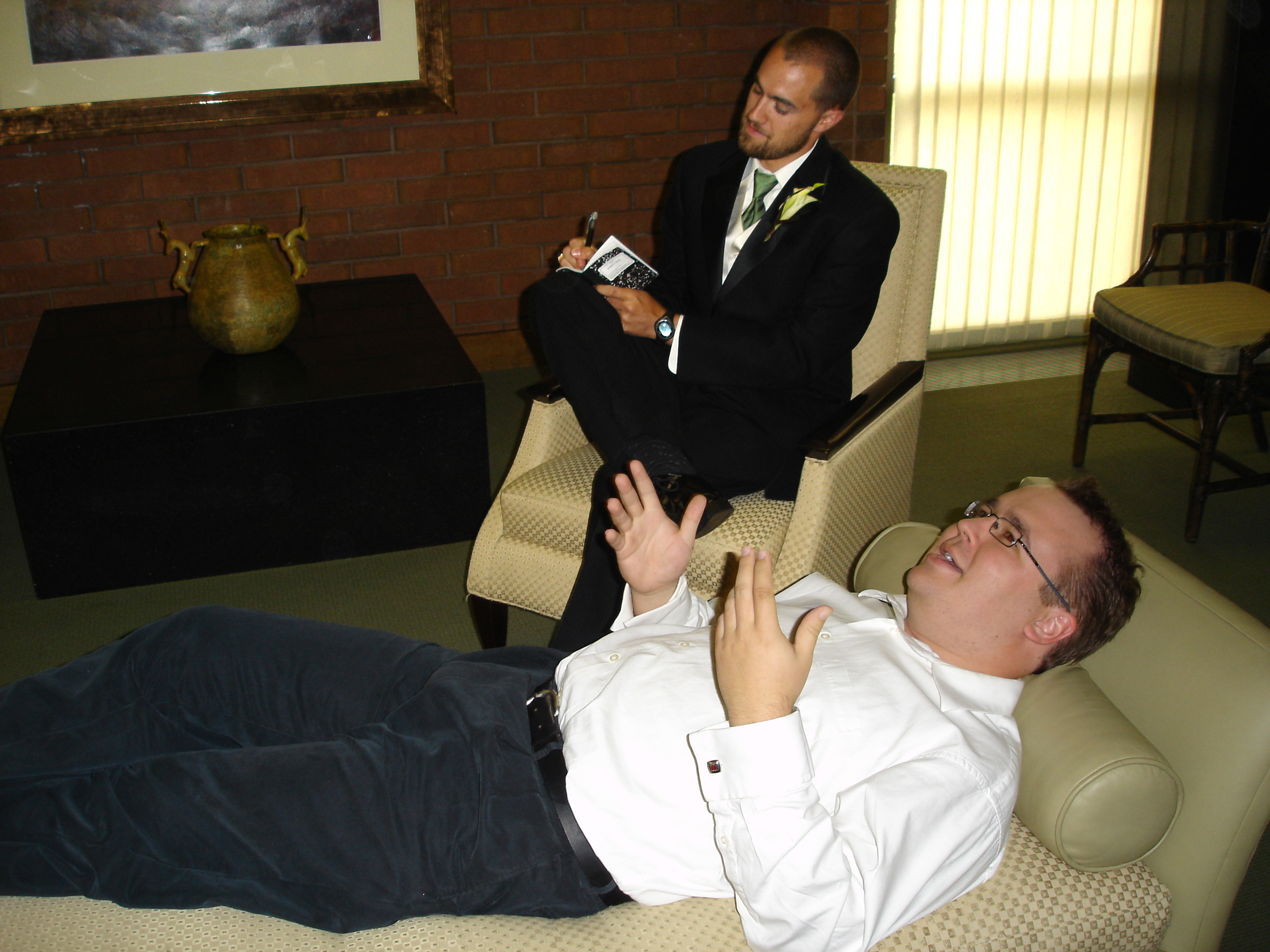
مريض نفسي يروي قصته وهو يرقد على ديوان.

في المقام الأول، كان الديوان في منطقة الشرق الأوسط (وعلى وجه الخصوص زمن الدولة العثمانية): عبارة عن مقعد طويل يتكون من مرتبة موضوعة على جانب الغرفة، أو على الأرض أو على هيكل أو إطار مرتفع، مع وسائد يمكن الاتكاء عليها.
حصل الديوان على هذا الاسم لأنه تم العثور عليها بشكل عام على طول الجدران في غرف المجالس والمكاتب والتي كانت تسمى الديوان أو الليوان، وهي عبارة عن غرفة ضيقة طويلة مقببة ينتشر تواجدها في منازل بلاد الشام. دخلت كلمة ديوان إلى اللغة الإنجليزية بمعنى أريكة عام 1702 وأصبحت معروفة في أوروبا منذ منتصف القرن الثامن عشر تقريباً. ويذكر أن أريكة التحليل النفسي للطبيب النمساوي سيغموند فرويد كانت عبارة عن ديوان، ملفوف بسجادة ووسائد فارسية ثقيلة، والتي حصل عليها كهدية من أحد المرضى.